# Socket 6
Socket 6 — процессорный разъём, немного модифицированная версия более общего Socket 3. Представляет собой ZIF сокет о 235 контактах. Сокет позволяет использовать процессоры поколения 80486 c частотой шины до 60-66 млн.транзакций в секунду.
Intel разработала этот новый стандарт приблизительно в конце жизни 80486.
Было произведено не так много материнских плат использующих его, особенно учитывая, что Socket 3 стандарт был достаточным.